# Chó chăn cừu Majorca
Chó chăn cừu Majorca (Catalan: Ca de bestiar, tiếng Tây Ban Nha: Perro de pastor mallorquín) là một giống chó thuần hóa, được sử dụng ở Quần đảo Balearic của Tây Ban Nha, với mục đích để bảo vệ cừu và một giống chó trang trại đa năng. Giống chó này là một giống chó có kích cỡ trung bình với lông màu đen hoặc màu đen với những mảng màu trắng trên ngực. Nó có cả hai biến thể lông ngắn và lông dài.

## Ngoại hình
Chó chăn cừu Majorca là một giống chó cao to, có chiều cao 73 cm và trọng lượng lên đến 40 kg (88 lbs.) và là một giống chó bảo vệ. Hầu hết các con chó thuộc giống này này có lông ngắn, dài khoảng 1,5 đến 3 cm ở phía sau, với lớp lông mỏng, rất mịn. Với biến thể lông dài, lông hơi lượn sóng ở lưng và có thể dài tới 7 cm vào mùa đông. Trong loại lông dài, lớp lông được phân bố tốt và không dày, với màu sắc là các sắc thái khác nhau của màu đen. Đôi tai hơi gập từ mé tai, tương đối nhỏ, hình tam giác, dày và cao trên đầu.
Chó chăn cừu Majorca không bao giờ được nuôi dưỡng vì vẻ đẹp và có vẻ ngoài thô lỗ. Về mặt tính chất, chúng có tính bảo vệ, hung dữ và can đảm. Mặc dù một con chốó bộ lông màu đen thường không thể chịu đựng được nhiệt tốt, Chó chăn cừu Majorca có thể chịu được nhiệt độ cao của khí hậu Địa Trung Hải và chúng đã được xuất khẩu sang Brasil, nơi chúng đã được sử dụng cách hữu hiệu với vai trò bảo vệ tài sản cá nhân.